# George North
George Philip North (King's Lynn, 13 de abril de 1992) es un jugador galés de rugby que se desempeña como wing. Actualmente juega para el Provence Rugby del Rugby Pro D2.

## Carrera profesional
Hasta su llamada internacional, North había jugado seis partidos para el primer equipo de los Scarlets, un récord restringido por una lesión.
Después de un impresionante comienzo de la temporada 2010, en octubre de 2010, fue seleccionado en el equipo de 33 hombres en la serie internacional de otoño. El 11 de noviembre de 2010 North fue seleccionado en el equipo galés para enfrentarse a Sudáfrica el 13 de noviembre, haciendo que es el tercer jugador más joven en representar a Gales después de Tom Prydie y Norman Biggs e igual a Evan Williams.
North tuvo un impresionante comienzo a su carrera internacional el sábado 13 de noviembre de 2010 en un partido contra el reinado de los Campeonatos Mundiales, logrando dos ensayos para Gales cuando perdieron contra Sudáfrica 29–25 en el Millennium Stadium, Cardiff, Gales. Estableció una serie de récords galeses e internacionales en el partido:
North, a los 18 años de edad, 214 días, se convirtió en el jugador más joven en conseguir un ensayo en su debut para Gales. El anterior récord lo tenía Tom Pearson, que tenía 18 años, 238 días cuando puntuó contra Inglaterra en 1891.
También se convirtió en el jugador más joven en haber logrado dos ensayos en su debut, frente a una gran potencia del rugby. (El único jugador más joven en conseguir dos o más ensayos en su debut fue Gustavo Jorge de Argentina, que no tenía aún los 18 cuando logró seis ensayos en su debut en 1989—pero el oponente de los Pumas era Brasil, que nunca se ha clasificado para la Copa Mundial de Rugby.)
También se convirtió en el jugador más joven en lograr dos ensayos contra una gran potencia de rugby, en su debut o no. El anterior récord lo tenía James O'Connor de Australia, que tenía 18 años, 343 días cuando logró un triplete contra Italia en 2009. (Taylor Paris de Canadá cumplió 18 en octubre de 2010 y logró dos ensayos en su segunda aparición contra España en el mismo día del debut de North, pero España tampoco está considerada una gran nación de rugby, aunque se ha clasificado para una Copa Mundial.)
North es el primer jugador de cualquier edad que ha logrado dos ensayos cuando debutó contra Sudáfrica. Más de 500 jugadores han hecho su debut internacional contra los Springboks, y 34 de ellos ha logrado ensayos en su debut ante North, pero ninguno había logrado dos ensayos.
En septiembre de 2011 North logró dos ensayos contra Namibia, haciendo de él el jugador más joven en lograr un ensayo en una Copa Mundial de Rugby a la edad de 19 años y 166 días y logrando el récord establecido por el australiano Joe Roff.
En febrero de 2012, a la edad de 19, logró otro récord internacional cuando su ensayo en la inauguración de las Seis Naciones contra Irlanda hicieron de él el más joven jugador en la historia del rugby en lograr 10 ensayos internacionales. Se convirtió en el primer adolescente en lograr 20 partidos internacionales para Gales el 10 de marzo de 2012 contra Italia.
En el Torneo de las Seis Naciones de 2013 logró destacar en cuando al número de defensores derrotados (14). El juego de North fue redondo, siendo uno de los mejores jugadores del torneo que acabó ganando Gales. Un final brillante en París transformó la campaña de Gales logró un ensayo en el partido que acabó ganando Gales 6-16, su ruptura llevó al único ensayo en Murrayfield, y habría marcado contra Inglaterra de no ser por el placaje de Brown. Como su compañero galés Cuthbert, North es la definición de un moderno ala. Tiene todas las habilidades precisas para rematar los movimientos, pero su tamaño y su inmenso físico lo elevan por encima de la competición
.
En 2015 es seleccionado para formar parte de la selección galesa que participa en la Copa Mundial de Rugby de 2015.
North se convirtió en el jugador más joven en disputar 100 partidos internacionales con Gales en el partido contra Inglaterra el 27 de febrero de 2021 .

#### Participaciones en Copas del Mundo
| Mundial                       | Sede          | Resultado        | PJ | Tries |
| ----------------------------- | ------------- | ---------------- | -- | ----- |
| Copa Mundial de Rugby de 2011 | Nueva Zelanda | 4º Puesto        | 6  | 3     |
| Copa Mundial de Rugby de 2015 | Inglaterra    | Cuartos de final | 4  | 0     |
| Copa Mundial de Rugby de 2019 | Japón         | 4º Puesto        | 6  | 1     |
| Copa Mundial de Rugby de 2023 | Francia       | Cuartos de final | 4  | 2     |

## Palmarés y distinciones notables
- Campeón del Torneo de las Seis Naciones de 2008, 2012, 2013 y 2019.
- Campeón del Premiership Rugby de 2013–14.
- Seleccionado por los British and Irish Lions para la gira de 2013 en Australia,[10] gira de 2017 en Nueva Zelanda[11]

## Vida personal
Nació en 1992 en King's Lynn, su madre es galesa y de Anglesey, Gales, su padre es inglés. Su familia se trasladó a Hong Kong, por sus deberes con la Royal Air Force, cuando tenía sólo 14 semanas. La familia regresó a Anglesey el 13 de enero de 1995 cuando tenía dos años de edad, y habla un galés fluido. Educado en Ysgol Uwchradd Bodedern en Anglesey y posteriormente en el Llandovery College en West Wales, jugó de junior para Llangefni, Pwllheli, Rhyl y Gogledd Cymru sub-16.
North se convirtió en embajador para el Welsh Children's Cancer Charity LATCH wales en enero de 2012.
Anunció su compromiso con Becky James en diciembre de 2017, poco después de su retiro. En noviembre de 2019 la pareja anunció que esperaban su primer hijo.